# Majaland Warszawa
Majaland Wazrzawa, également nommé Majaland Warschau (le nom de Varsovie en néerlandais et en allemand), est un parc à thème en intérieur et en extérieur dont l'ouverture a lieu le 30 avril 2022 à Góraszka, à l'est de la capitale Varsovie, en Pologne.

## Description
Le parc est basé sur Maya l'abeille et est construit à Góraszka, à l'est de Varsovie, en Pologne. Ouvert le 30 avril 2022, il s'agit d'un joint-venture avec la société néerlandaise Momentum Capital. L'investissement est de trente millions d'euros, le parc compte à son ouverture vingt-six attractions et prévoit d'accueillir en 2022 un total de 350 000 visiteurs.